# Lord President
Der Lord President of the Court of Session and Lord Justice General ist der oberste Richter Schottlands, das über ein von England unabhängiges und in Teilen deutlich unterschiedliches Rechtssystem mit einer eigenen Gerichtsbarkeit verfügt. Der Lord President des Court of Session ist seit 2015 Colin Sutherland, Lord Carloway.
Der Lord President wird vertreten durch den Lord Justice Clerk, seit 2016 Leeona Dorrian, Lady Dorrian.
Die Berufung erfolgt durch den britischen Monarchen auf Empfehlung des First Minister (Schottland), der diese wiederum auf Basis von Empfehlungen des Judicial Appointments Board for Scotland abgibt. Die Richteramtszeit endet mit dem Ruhestandsalter von 75 Jahren.